# هموهیستری
هموهیستری، ترس از همجنسگرا پنداشته شدن، به دلیل رفتاری است که برای یک جنسیت، غیرمعمول تلقی می‌شود. این پدیده در فرهنگ‌هایی مشاهده می‌شود که از موضوع همجنسگرایی آگاهی دارد، اما برای همجنسگرایان ارزش کمتری قائل است.